# Öttevény
Öttevény é um município da Hungria, situado no condado de Győr-Moson-Sopron. Tem 23,66 km² de área e sua população em 2015 foi estimada em 3.022 habitantes.